# Del Shannon
Del Shannon, eg. Charles Weedon Westover, född 30 december 1934 i Grand Rapids, Michigan, död 8 februari 1990 i Santa Clarita, Kalifornien, var en amerikansk sångare och gitarrist. Del Shannon var en av poppionjärerna. Typiskt för Shannon var hans falsettröst och förkärleken för att stoppa in ett mellanspel på elektronisk orgel i många låtar.

## Biografi
Del Shannon slog igenom 1961 med låten "Runaway" som hamnade överst på såväl den amerikanska Billboard Hot 100-listan som brittiska singellistan. Även uppföljaren "Hats Off to Larry" blev en topp 10-hit. Flera av hans låtar blev större hitlåtar i Europa än i USA. Så blev exempelvis "Hey Little Girl", "The Swiss Maid" (skriven av Roger Miller) och "Two Kinds of Teardrops" alla topp 10-singlar i Storbritannien, medan de i USA endast nådde mediokra placeringar på Billboard-listan. Shannon hade dock även fortsatt framgång i USA med hitsinglarna "Little Town Flirt" (1963) och "Keep Searchin' (We'll Follow the Sun)" (1965).
Shannon träffade The Beatles i England 1963 och hörde dem framföra "From Me to You". Shannon spelade senare in en egen version av låten som gavs ut i USA, vilket blev första gången en Beatleslåt placerade sig på de amerikanska singellistorna.
Efter 1965 års "Stranger in Town" upphörde Shannons storhetstid på listorna, men han var fortfarande populär i framförallt England och Australien. År 1981 hade han en mindre hit med "Sea of Love" som ursprungligen var en hit för Phil Phillips 1959. Det efterföljande albumet Drop Down and Get Me producerades av Tom Petty.
Under påverkan av antidepressiva tabletter begick Shannon självmord genom att skjuta sig med ett 22-kalibrigt gevär 1990. Året före sin bortgång arbetade Shannon på det som kom att bli hans sista album Rock On!. Albumet producerades av Jeff Lynne och Mike Campbell och gavs ut 1991.
Del Shannon blev invald i Rock and Roll Hall of Fame 1999.

## Diskografi
- 1961 – Runaway with Del Shannon
- 1963 – Hats Off to Del Shannon
- 1963 – Little Town Flirt
- 1964 – Handy Man
- 1964 – Del Shannon Sings Hank Williams
- 1965 – One Thousand Six Hundred Sixty One Seconds with Del Shannon
- 1966 – This is my Bag
- 1966 – Total Commitment
- 1968 – The Further Adventures of Charles Westover
- 1973 – Live in England (live)
- 1978 – ...And the Music Plays On
- 1982 – Drop Down and Get Me
- 1991 – The Liberty Years (samlingsalbum)
- 1991 – Rock On!
- 2004 – Home And Away - The Complete Recordings 1960 - 1970 (8-CD samlingsbox)